# Bronhiol
Bronhioli ali bronhiolusi (sapničice) so najmanjše veje sapnic, po katerih priteka zrak v pljučne mešičke. V premeru merijo manj kot en milimeter in v steni nimajo hrustanca in žlez. Obliko vzdržujejo s pomočjo elastičnega tkiva, ki je pritrjeno na okoliško tkivo pljuč. Krovno tkivo je iz celic kockaste oblike. Gladko mišičje v stenah spreminja pretok zraka in nadzoruje porazdelitev zraka v celotnih pljučih.

## Vejitev
Terminalni ali končni bronhioli nastanejo z vejitvijo segmentalnih sapnic, le-ti pa se nadaljujejo preko respiratornih bronhiolov in alveolarnih duktusov v alveolarne vrečice, iz katerih se bočijo pljučni mešički.

## Bolezni
Pri prehladu ali gripi se lahko vnamejo, nastane t. i. bronhiolitis.